# استان دودوما
دودوما یکی از استان‌های کشور تانزانیا می‌باشد . 
این استان دارای ۴۱٬۳۱۰ کیلومتر مربع بوده و بر اساس نتایج سرشماری نفوس و مسکن در سال ۲۰۰۲ دارای ۱٬۶۹۸٬۹۹۶ نفر سکنه می‌باشد . 
مرکز این استان شهر دودوما می‌باشد . 
این استان به لحاظ وسعت و مقدار فضایی که از مساحت کشور به خود اختصاص داده دارای رتبه دوازدهم در میان سایر استان‌های کشور تانزانیا می‌باشد و حدودا ۵ درصد از کل مساحت سرزمین اصلی را پوشش می‌دهد ( بدون احتساب جزیره‌ها).

## محصولات
محصولاتی که در این استان تولید شده و به بازار عرضه می‌شوند شامل : لوبیا ، غلات ، بادام زمینی ، قهوه ، چای ، تنباکو و محصولات دامی مانند گوشت گاو می‌باشد .

## شهرستانها
این استان دارای پنج شهرستان می‌باشد .
- شهرستان دودوما روستایی
- شهرستان دودوما شهری
- شهرستان کوندوما
- شهرستان کونگوا
- شهرستان امپواپوا
- شهرستان چاموینو

- since ۲۰۰۷، Dodoma Rural District has been divided into two separate districts: Bahi and Chamwino

## منبع
- مشارکت کنندگان ویکی‌پدیای انگلیسی